# Johann Cristian Reil
Johann Christian Reil (Rhauderfehn, Distrito de Leer, Baja Sajonia, 20 de febrero de 1759-22 de noviembre de 1813) fue un médico, psicólogo, anatomista y psiquiatra alemán. Acuñó el término «psiquiatría» (Psychiatrie) en el año 1808.

## Trayectoria
Existen diversas enfermedades y características anatómicas que llevan su nombre, como el Dedo de Reil (o enfermedad de Raynaud) y las líneas de Beau-Reil (estrías en las uñas), así como la ínsula de Reil en la corteza cerebral. En el año 1809 describió por vez primera el tracto de fibra de sustancia blanca conocido actualmente como fascículo arqueado, así como el locus coeruleus.
Desde 1788 hasta 1810, trabajó en un hospital en Halle (Sajonia-Anhalt), Alemania. En 1795, fundó la primera revista sobre psicología en Alemania: Archiv für die Physiologie. En 1810 se convirtió en uno de los primeros profesores universitarios de psiquiatría al obtener la cátedra de medicina en Berlín. De 1802 hasta 1805, el poeta Goethe visitó con regularidad a Reil para discutir sobre materias científicas como la psiquiatría, así como para adquirir sus habilidades médicas.
Reil utilizó el término 'psychiaterie' en una publicación de corta duración que había fundado con J. C. Hoffbauer, Beytrage zur Beforderung einer Curmethode auf psychischem Wege (1808: 169). Argumentó que la psiquiatría no debería existir simplemente como una rama de la medicina (psychische Medizin), sino como una disciplina propia ejercida por médicos con una formación especializada. También trató de difundir la difícil situación que vivían los dementes en las instituciones mentales, e intentó desarrollar un tratamiento de tipo "psíquico", inspirado en el tratamiento moral imperante en aquellos días, aunque se mostró crítico con Philippe Pinel. Al contrario que Pinel, Reil fue un teórico con poca experiencia directa en clínica. A Reil se le considera un escritor inscrito en el contexto del romanticismo alemán, y su trabajo de 1803, Rhapsidien uber die Anwendung der psychischen Kurmethode auf Geisteszeruttungen ('Rapsodias sobre la aplicación de los métodos de tratamiento a espíritus desorganizados') se ha considerado como el documento más importante de la psiquiatría romántica.
Reil no entendió la locura simplemente como una ruptura con la razón, sino como un reflejo de unas condiciones sociales amplias, y creyó que los avances de la civilización provocaban un empeoramiento de la salud mental. La locura no sería el resultado de lesiones cerebrales o de trastornos hereditarios, sino de una perturbación en la armonía de las funciones mentales enraizadas en el sistema nervioso.
Reil falleció en 1813 a consecuencia del tifus, enfermedad que contrajo mientras atendía a los heridos en la batalla de Leipzig, más tarde conocida como la batalla de las Naciones, una de las confrontaciones más duras de las guerras napoleónicas.